# Natale de Milan
Natale (latin : Natalis) a été archevêque de Milan au VIIIe siècle. Il est reconnu saint par l'Église catholique.

## Biographie
Natale a été à la tête de l'archidiocèse de Milan de 746 à 747, ou de 750 à 751 selon une autre source, ou encore de 740 à 741 selon les catalogues épiscopaux milanais du Moyen Âge.
Sa vie et son épiscopat sont très peu documentés. D'après des copies de sa pierre tombale présente en l'église San Giorgio al Palazzo de Milan jusqu'au XVIe siècle, Natale a dirigé l'archevêché durant quatorze mois et a fondé l'église San Giorgio grâce à un don venant probablement de Ratchis, roi des Lombards. Ces mêmes sources indiquent qu'il est mort à l'âge de 72 ans. D'autres informations supposées sur sa vie, comme son surnom de « Marinoni » et ses connaissances poussées du latin et de l'hébreu, ne sont attestées par aucune source historique. On sait en revanche que Natale s'est fermement opposé à l'arianisme.
Natale a été inhumé dans la nef de l'église San Giorgo al Palazzo. Au XVIIIe siècle, ses reliques sont transférées par l'archevêque Giuseppe Pozzobonelli dans le maître-autel de cette même église, où elles se trouvent encore aujourd'hui. Saint Natale est fêté le 13 mai dans le rite romain et le 9 mai dans le rite ambrosien.